# Tampatel
Tampatel är en ort i Mexiko.   Den ligger i kommunen Tantoyuca och delstaten Veracruz, i den sydöstra delen av landet, 230 km norr om huvudstaden Mexico City. Tampatel ligger 170 meter över havet och antalet invånare är 308.
Terrängen runt Tampatel är huvudsakligen platt, men åt sydväst är den kuperad. Runt Tampatel är det ganska tätbefolkat, med 72 invånare per kvadratkilometer. Närmaste större samhälle är Tantoyuca, 1,9 km väster om Tampatel. Trakten runt Tampatel består till största delen av jordbruksmark.